# 布什卡利克
48°55′55″N 25°4′42″E / 48.93194°N 25.07833°E
布什卡利克（烏克蘭語：Бушкалик），是烏克蘭西部的村莊，隸屬伊萬諾-弗蘭科夫斯克州的伊萬諾-弗蘭科夫斯克區。該村面積3.3平方公里，2001年人口180，人口密度每平方公里54.4人。